# Grabes- und Auferstehungskirche St. Cyriakus

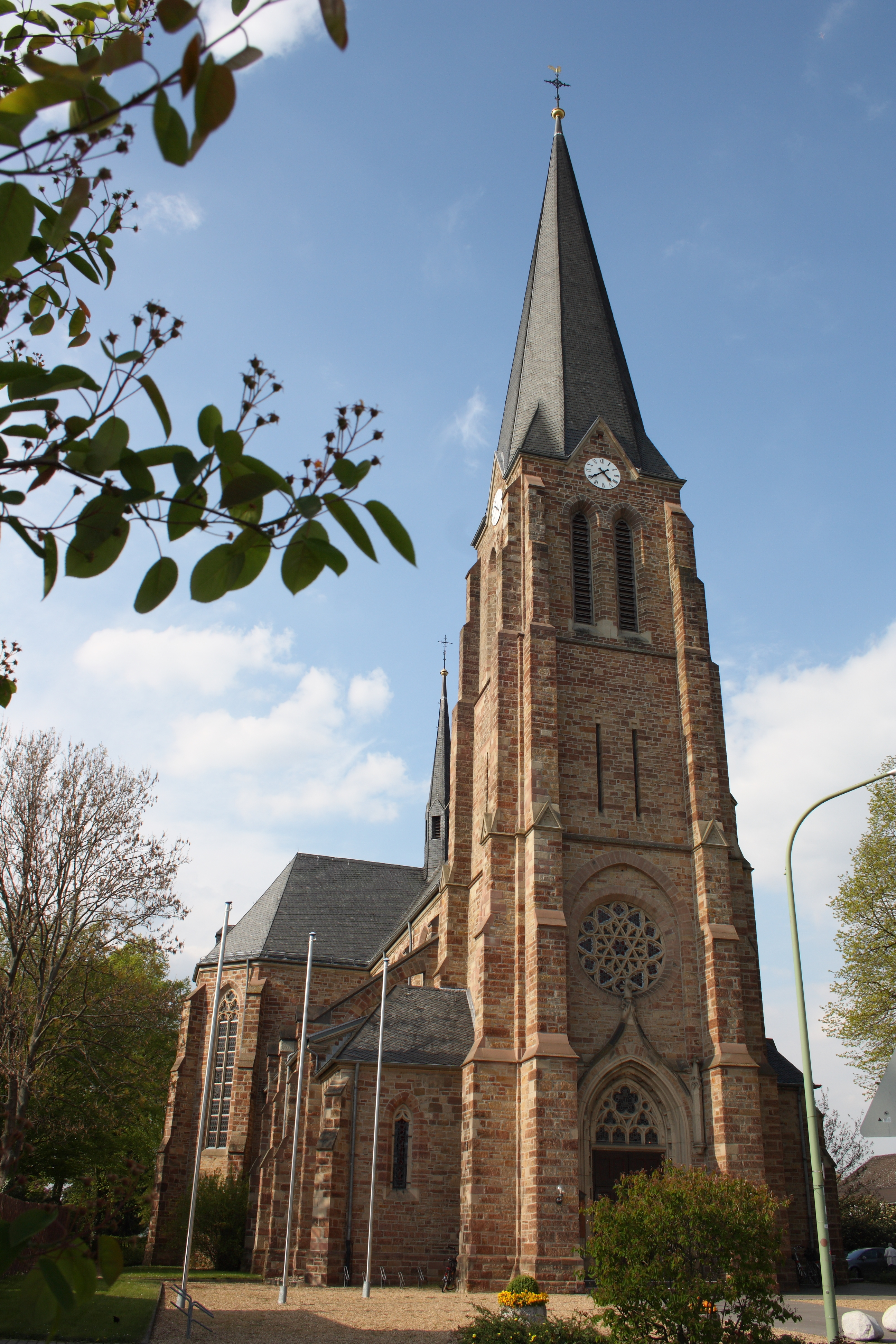
Grabes- und Auferstehungskirche St. Cyriakus

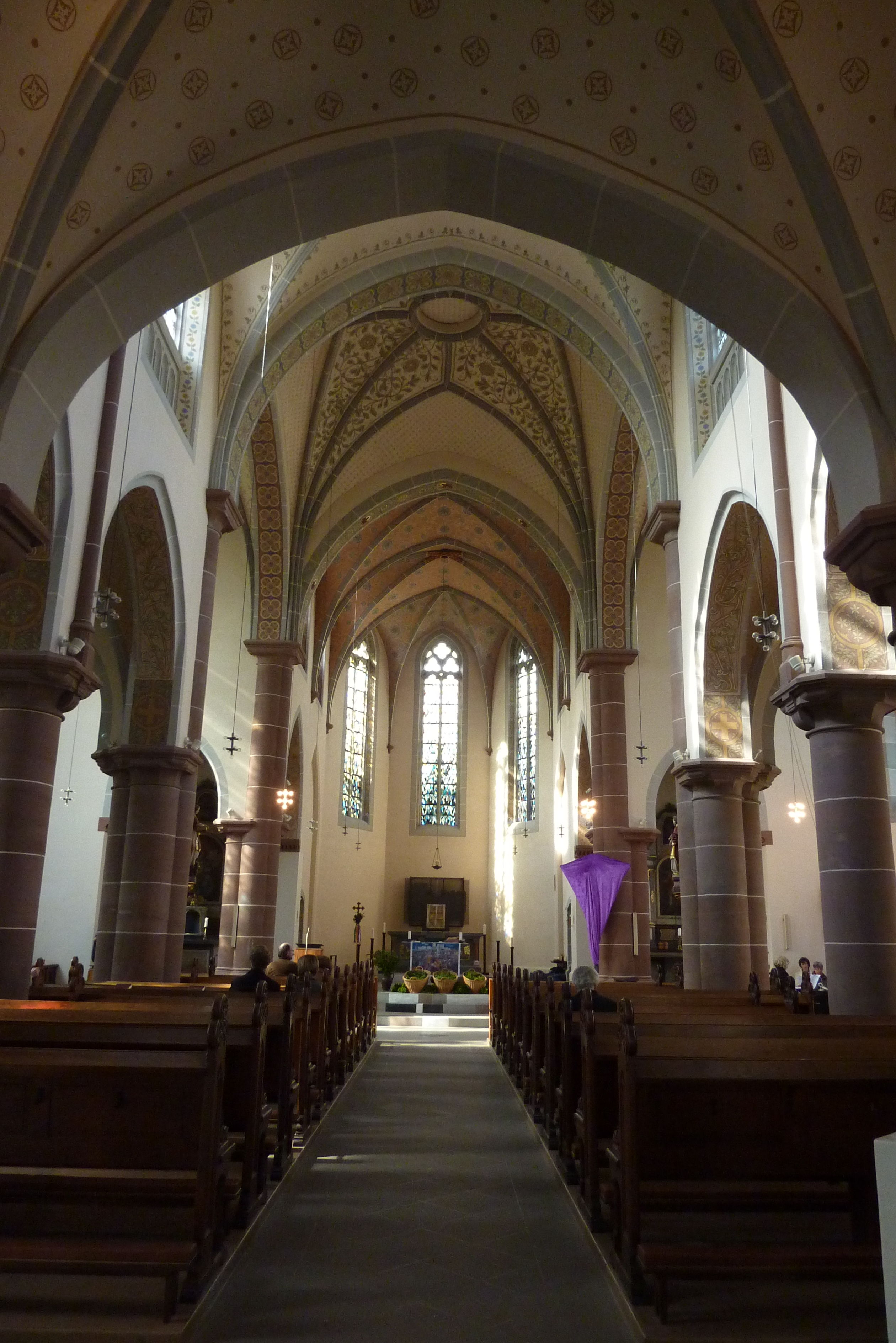
Innenraum vor dem Umbau (2011)

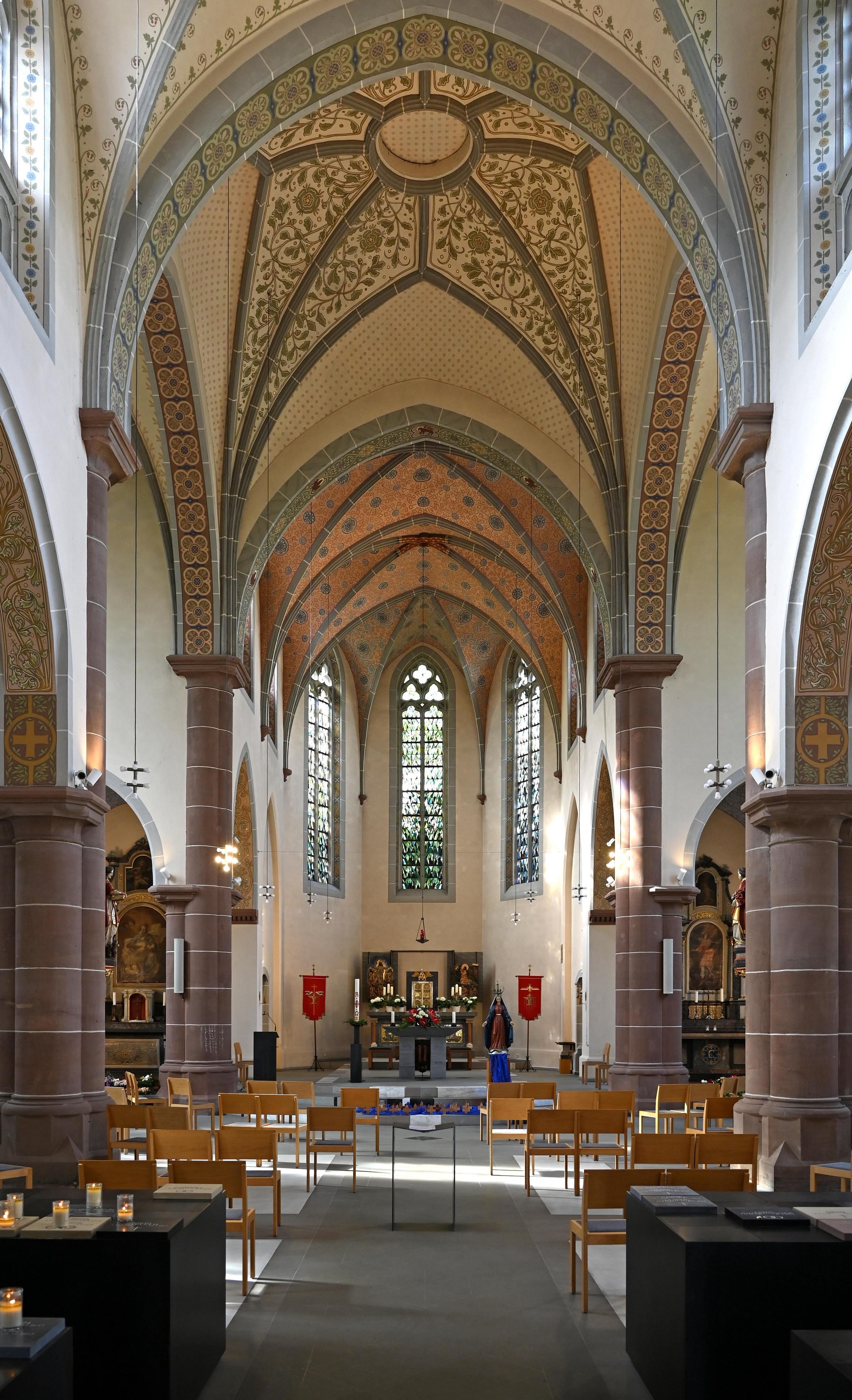
Innenraum nach dem Umbau (2015)

Die Grabes- und Auferstehungskirche St. Cyriakus ist eine Filialkirche im Dürener Stadtteil Niederau. Sie wurde zwischen 1904 und 1905 nach Plänen von Theodor Roß errichtet und dient seit 2015 als Grabeskirche für die gesamte Pfarre St. Lukas, wird aber auch noch für Gottesdienste genutzt.

## Lage
Die Kirche liegt in der Ortsmitte von Niederau an der Cyriakusstraße. Hinter der Kirche befindet sich der Friedhof. Das Gotteshaus ist so ausgerichtet, dass die Cyriakusstraße raumwirksam als Achse direkt auf den hohen Glockenturm zuläuft.

## Geschichte

### Alte Kirche
Die Ursprünge der Alten Kirche liegen im 12. Jahrhundert. Dieses Bauwerk wurde jedoch für die stark angewachsene Bevölkerungszahl um die Jahrhundertwende zu klein, sodass ein Neubau beschlossen wurde. Schon 1887 wurde der St.-Josef-Bauverein gegründet, der von nun an Geld für den Kirchenneubau sammelte. Im gleichen Jahr schenkten die beiden Schwestern Anna und Catharina Bernards der Pfarre ein Grundstück, auf welchem dann auch die heutige Kirche errichtet wurde. Es sollte noch über 10 Jahre dauern, ehe wirklich mit der Errichtung der neuen Kirche begonnen werden konnte.

### Neubau
Die Pläne für den Neubau entwarf Architekt Theodor Roß aus Köln. In den Jahren 1904 bis 1905 wurde das neue Gotteshaus schließlich erbaut, der erste Spatenstich war am 19. März 1904. Die Festansprache zu diesem Ereignis hielt der damalige Kölner Domkapitular Arnold Steffens. Am 14. August 1904 fand die Grundsteinlegung statt, welche festlich unter der Leitung des Dechanten des Dekanates Düren, Otto Josef Lohmann, begangen wurde. Im Verlauf des Jahres 1905 waren die Bauarbeiten beendet und die neue Pfarrkirche fertiggestellt. Den feierlichen Abschluss und Höhepunkt des Projektes Kirchenneubau bildete die Kirchweihe am 1. Oktober 1905, die Weihbischof Josef Müller aus Köln vornahm.
Im Zweiten Weltkrieg erlitt auch St. Cyriakus insbesondere in den Kriegsjahren 1944 und 1945 Beschädigungen, die aber schon bis 1948 behoben werden konnten. 1957 wurde der Innenraum renoviert, wobei die Ausmalung aus der Erbauungszeit vollständig übertüncht worden ist. 1973 wurde der Innenraum nochmals renoviert und der Altarraum nach den Bedürfnissen der Liturgiereform des Zweiten Vatikanischen Konzils nach Plänen von Architekt Wolfgang Bley umgestaltet. Abschluss der Umbauarbeiten war die Konsekration des neuen Volksaltares am 3. November 1973. Von 1990 bis 1992 wurde schließlich das Äußere des Gotteshauses grundlegend renoviert. Um das Jahr 2000 legte man die 1957 übermalten Malereien frei und restaurierte sie, sodass das ursprüngliche Erscheinungsbild des Innenraums weitestgehend wiederhergestellt war.
Am 1. Januar 2010 wurde die Pfarre St. Cyriakus/Niederau aufgelöst und mit den ebenfalls aufgelösten Dürener Innenstadtpfarreien zur neuen Pfarre St. Lukas fusioniert. Pfarrkirche wurde St. Anna, St. Cyriakus ist seitdem keine Pfarrkirche mehr, sondern nur noch eine Filialkirche.

### Umbau zur Grabeskirche
Aufgrund der Sparmaßnahmen des Bistums Aachen wurden die Zuschüsse für kirchliche Gebäude um 1/3 gekürzt. So war die Pfarre St. Lukas gezwungen, Entscheidungen darüber zu treffen, welche Gebäude weiterhin finanziert werden und welche nicht. 2012 fiel die Entscheidung die Kirche St. Cyriakus aus der Finanzierung zu nehmen und sie zur Grabeskirche umzubauen. Mit der Entscheidung ging einher, nun die Alte Niederauer Kirche wieder für Gottesdienste zu nutzen. Im Juli 2015 begann man mit dem Umbau, nachdem die bisherige Pfarrkirche am 4. Juli 2015 für die Zeit des Umbaus entweiht worden war. Der Umbau zur Grabes- und Auferstehungskirche wurde nach Entwürfen des Büros der beiden Aachener Architekten Mathias Paulssen und Axel Maria Schlimm umgesetzt. In ihr finden bis zu 1.111 Urnen Platz. Die noch aus der Bauzeit erhaltenen Kirchenbänke wurden für den Umbau entfernt und verkauft. Anstelle der Bänke sind nun Plätze für Urnenbestattungen eingerichtet worden. In der Vierung vor dem Volksaltar sind 80 Plätze für Gottesdienste erhalten. Die Einweihung als Grabeskirche erfolgte am 1. November 2015 durch Weihbischof Johannes Bündgens aus Aachen.

## Baubeschreibung
Der Kirchturm ist mit seiner Höhe von 58 m einer der höchsten im Kreis Düren. Die dreischiffige und dreijochige Basilika aus Werkstein besteht in neugotischen Formen aus einem Querhaus mit vorgesetztem Westturm. Das verschieferte Dach hat einen schlanken Dachreiter über der Vierung. Das Bauwerk ist unter Nr. 2/004 in die Denkmalliste der Stadt Düren eingetragen.

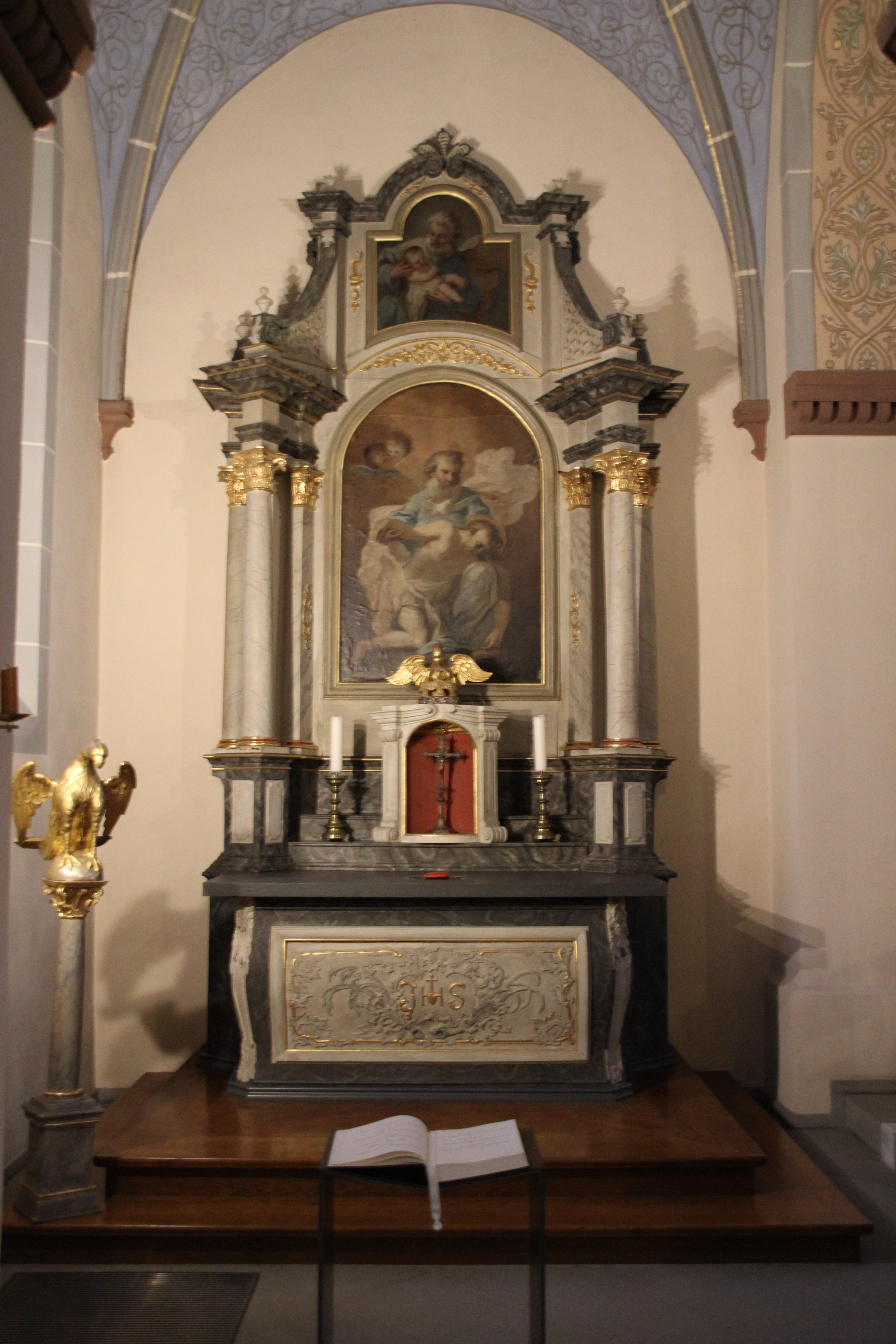
Linker Seitenaltar, ehem. Hochaltar der Alten Kirche

## Ausstattung
Im Inneren stehen noch einige aus der alten Kirche übernommene Ausstattungsstücke. Dazu zählen der linke Seitenaltar im Stil des Barock, er war der ehemalige Hochaltar in der alten Kirche, der rechte Seitenaltar, ebenfalls eine Arbeit des Barock, und die Rokokobestuhlung.
Erhalten sind auch die ursprüngliche Ausmalung der Kirche aus Anfang des 20. Jahrhunderts, Mensa und Teile des Retabels des neugotischen Hochaltars, die im linken Querhaus aufgestellte Kommunionbank von 1905, aus der Werkstatt des Kölner Bildhauers Josef Fink sowie einige Heiligenfiguren.
Einen Großteil der Buntglasfenster entwarf der im Ort lebende Künstler Willi Rixen 1968. Die beiden Fenster an der Westseite der Seitenschiffe (neben dem Turm) entwarf der letzte eigene Pfarrer von Niederau, Franz Schleiermacher, im Jahr 2002.

## Orgel
Die heutige Orgel wurde im Jahre 1963 von der Firma Weimbs Orgelbau aus Hellenthal gebaut. Sie wurde im Oktober 1997 restauriert und ersetzt eine 1912 von den Gebrüdern Müller in Reifferscheid erbaute Orgel. Das heutige Instrument hat nachfolgende Disposition:
| I Hauptwerk C–g3 |       |
| Principal        | 8′    |
| Hohlflöte        | 8′    |
| Octav            | 4′    |
| Rohrflöte        | 4′    |
| Quinte           | 2 ⁄3′ |
| Spillflöte       | 2′    |
| Mixtur V         | 1 ⁄3′ |

| II Schwellwerk C–g3 |       |
| Holzgedackt         | 8′    |
| Quintadena          | 8′    |
| Spitzflöte          | 4′    |
| Principal           | 2′    |
| Spitzquinte         | 1 ⁄3′ |
| Scharf III          | 1⁄2′′ |
| Rohrschalmey        | 8′    |
| Tremolo             |       |

| Pedal C–f1  |       |
| Subbass     | 16′   |
| Offenbass   | 8′    |
| Pommer      | 8′    |
| Piffaro     | 4′+2′ |
| Lb. Posaune | 16′   |

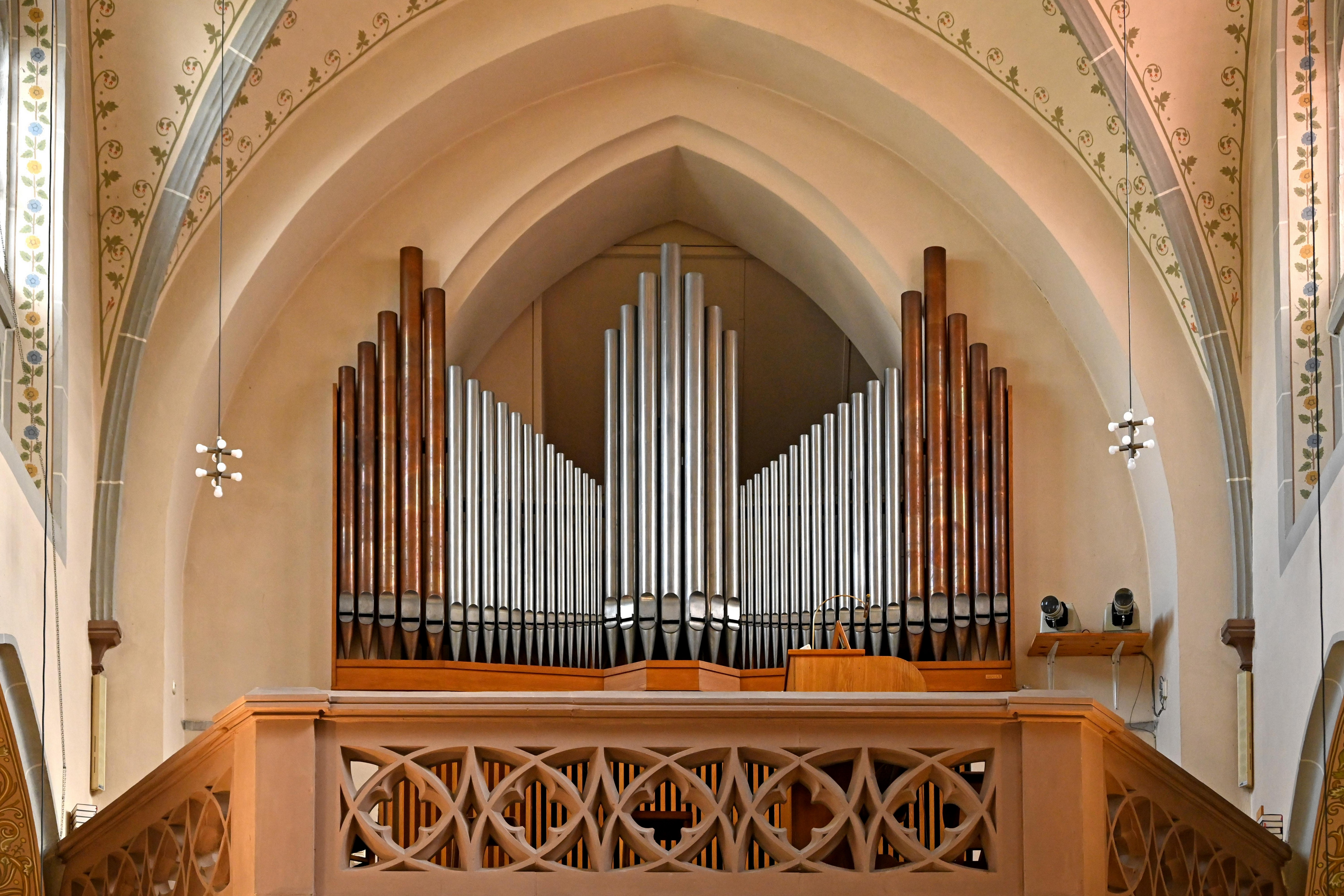
Orgelprospekt von 1963 (Weimbs, Hellenthal)

- Koppeln: II/I, II/I Sub, I/P, II/P
- Spielhilfen: Handregistratur, Freie Kombination I, Freie Kombination II, Walze

## Glocken
Im Kirchturm hängt ein dreistimmiges Glockengeläut, das der Bochumer Verein 1948 gegossen hat. Die Gussstahlglocken sind auf die Schlagtöne 0f′ – as′ – b′0 gestimmt und haben als Läutemotiv das Te Deum.

## Pfarrer
Folgende Priester waren Pfarrer an St. Cyriakus bis zur Auflösung der Pfarre 2010:
| von – bis          | Name                                              |
| ------------------ | ------------------------------------------------- |
| ca. 1831– ca. 1833 | Caspar Vehres (Rektor)                            |
| ca. 1833–1843      | J. Arnold Derichs (Rektor)                        |
| 1843–1858          | Heinrich Joseph Hütt                              |
| 1858–1872          | Engelbert Berrisch                                |
| 1872–1888          | Hubert Jakob August Dormans                       |
| 1888–1924          | Georg Heinrich Hansen                             |
| 1924–1936          | Ludwig Menniken-Holley                            |
| 1936–1969          | August Jansen                                     |
| 1969–1979          | Peter Fenners                                     |
| 1979–1983          | Ludwig Gieswinkel                                 |
| 1983–1983          | Heribert Kleemann                                 |
| 1984–1988          | Bernhard Gombert                                  |
| 1988–2008          | Franz Schleiermacher                              |
| 2008–2010          | Ernst-Joachim Stinkes (2010 Auflösung der Pfarre) |